# 2906 Caltech
2906 Caltech este un asteroid din centura principală, descoperit pe 13 ianuarie 1983 de Carolyn Shoemaker.